# 厚壳桂
厚壳桂（学名：Cryptocarya chinensis）为樟科厚壳桂属下的一个种。

## 扩展阅读
- 維基物種上的相關：厚壳桂